# Llewelyn Williams
Llewelyn Williams ( * 1901 - 1984 ) fue un botánico de origen galés, nacionalizado estadounidense, especializado en economía, tecnologías del algodón, y una autoridad en plantas productoras de látex usado comercialmente para goma y caucho. 
Nació en Conway, Gales, obteniendo su B.Sc. en 1924, el M.Sc. en 1935, y su D.Sc. en 1963 en la Universidad de Gales, especializándose en maderas tropicales americanas y productos forestales. En 1928 realiza estudios de postgraduado con el Dr. Samuel J. Record, de la Yale University Escuela de Forestales. En el curso de su carrera recolectó u estudió plantas de látex y otros recursos forestales de regiones tropicales del mundo para propósitos científicos y comerciales. Condujo extensas investigaciones a campo en el Amazonas, Caura, y la cuenca del río Orinoco, y otros ríos del norte de Sudamérica, y más tarde realizó viajes a África, Sudeste asiático, India, Filipinas. 
De 1924 a 1926 manejó una granja de tés de 285 ha en Assam, India antes de recibir el cargo de Dendrólogo en el "Museo de Campo de Historia Natural de Chicago, Illinois". Su carrera en el Museo transcurrió por 26 años: de 1926 a 1952, llegando a Curador de Botánica Económica desde 1938. Durante ese tiempo tuvo varias asignaciones como Investigador Botánico para el Ministerio de Agricultura y Ganadería de Venezuela, de 1938 a 1940; y de 1941 a 1942; y Técnico de Campo Senior de la Agencia gubernamental: "Rubber Development Corporation", de 1942 a 1945. Esta última asignación fue por la emergencia de la Segunda Guerra Mundial con su Proyecto de localizar y extraer goma y caucho de Hevea en el Valle Superior del río Orinoco. 
Luego de la guerra condujo trabajos de campo, de 1945 a 1955 para la "Dreyfus Corporation", una subsidiaria de "Wrigley Chewing Gum Co.", para localizar fuentes naturales de gomas, caucho, resinas, ceras en bosques tropicales. Permaneció como consultor para la Wrigley Co. en productos forestales tropicales de 1956 a 1960. En 1961, el USDA lo recluta al Dr. Williams como "Senior Economic Botanist", en la "Crops Research Division", realizando investigaciones de 1963 a 1967 sobre los efectos defoliantes de químicos con el "USDA Agricultural Research Service" con contrato con la "Agencia de Proyectos Avanzados de Investigaciones (del Dto. de Defensa). El Dr. Williams condujo un intenso estudio de las zonas forestales y de agricultura, incluyendo reconocimiento aéreo, en Tailandia y en otros países del Sudeste Asiático, publicando un estudio comparativo de "Forests of Southeast Asia, Puerto Rico, and Texas" de 1967. En 1966 participa de un Proyecto USDA bajo los auspicios del "International Agricultural Development Service" para evaluar los recursos agrícolas y forestales en la República de Dahomey, África. 
Poseyó una importante documentación fotográfica, amasando una sustancial colección de fotos documentando la extracción y procesado de gomas, cauchos, resinas, y otros materiales de plantas tropicales. Publicó centenares de artículos científicos y reportes industriales sobre especies maderables. 
Fue miembro de "International Association of Wood Anatomists" desde su fundación en 1930, y secretario de la "Society for Economic Botany". El Dr. Williams falleció en 1980, a los 79. 

## Algunas publicaciones
- Williams, Ll. 1936.  Woods of northeastern Peru. Fieldiana. Botany. vol. 15 Series: Publication / Field museum of natural history ; v. 377.
- ----. 1937. Tea. Botany 21. Chicago :Field Museum of Natural History

### Libros
- Williams, Ll. 1942.  Exploraciones Botánicas Guayana Venezuela. 466 pp. 53 ilustr. SERVICIO BOTÁNICO MINISTERIO DE AGRICULTURA Y CRÍA. Caracas
- ----. 1965. Vegetation of Southeast Asia, studies of forest types, 1963-1965. U.S. Agricultural Research Service (Washington). ix + 302 pp.
- ----. 1974. Thailand current and potential crops, an evaluation of germplasm requirements. Dept. of State, Agency for International Development (Washington). iv + 340 pp.

- La abreviatura «Ll.Williams» se emplea para indicar a Llewelyn Williams como autoridad en la descripción y clasificación científica de los vegetales.[1]